# Bibikovana arcuata
Bibikovana arcuata är en loppart som först beskrevs av Holland 1971.  Bibikovana arcuata ingår i släktet Bibikovana och familjen Pygiopsyllidae. Inga underarter finns listade i Catalogue of Life.